# جولیا ایوونچیک
جولیا ایوونچیک (بلاروسی: Юлія Каваленка؛ زادهٔ ۲۷ ژوئیهٔ ۱۹۹۴) ژیمناست آکروباتیک زن اهل بلاروس است.